# Maclurodendron obovatum
Maclurodendron obovatum är en vinruteväxtart som först beskrevs av Elmer Drew Merrill, och fick sitt nu gällande namn av Thomas Gordon Hartley. Maclurodendron obovatum ingår i släktet Maclurodendron och familjen vinruteväxter. Inga underarter finns listade i Catalogue of Life.